# 来民駅
来民駅（くたみえき）は、かつて熊本県鹿本郡鹿本町（現・山鹿市）御宇田にあった山鹿温泉鉄道の駅（廃駅）である。

## 歴史

### 年表
- 1921年（大正10年）12月01日：鹿本鉄道（後の山鹿温泉鉄道）宮原 - 当駅間開業に伴い開業[1]。
- 1923年（大正12年）12月31日：当駅 - 山鹿間開業により中間駅となる[1]。
- 1965年（昭和40年）02月04日：全線廃止に伴い廃駅[1]。

### 駅名の由来
駅があった当時の地名、来民村から。

## 駅構造
2面2線のホームを有する地上駅。植木駅寄りには貨物側線を有していた。木造の駅舎が建っていた。

## 輸送実績
| 年度 | 乗客数  | 貨物量（トン） |
| ---- | ------- | -------------- |
| 1923 | 47,908  | 12,449         |
| 1924 | 117,349 | 7,373          |
| 1925 | 103,176 | 8,848          |
| 1926 | 93,072  | 7,195          |
| 1927 | 71,758  | 4,855          |
| 1928 | 70,521  | 3,189          |
| 1929 | 75,711  | 3,167          |
| 1930 |         |                |
| 1931 | 49,073  | 2,434          |
| 1932 | 49,015  | 2,160          |
| 1933 | 44,857  | 2,916          |
| 1934 | 21,548  | 3,977          |
| 1935 | 24,534  | 4,820          |
| 1936 | 19,867  | 6,457          |

- 「私設鉄道汽車乗客荷物及賃金」『熊本県統計書』各年販

## 駅周辺
- 熊本県立鹿本商工高等学校
- 熊本県立鹿本農業高等学校

## 現在
駅跡には録田団地が建っている。

## 隣の駅
山鹿温泉鉄道
山鹿温泉鉄道線
分田駅 - 来民駅 - 肥後白石駅